# Школьный возраст
Школьный возраст — определённый возрастной период жизни человека, который он посвящает обучению и получению школьного образования в законодательно установленном минимальном объёме. Включает в себя определённое количество годовых групп, которое соответствует сроку, установленного законодательством минимального объёма обязательного обучения.

## История
В России вопрос о чётких возрастных рамках школьного возраста возник в 1860-е годы в связи с постановкой вопроса о введении всеобщего обучения. Тогда основываясь на опыте некоторых стран западной Европы, был введен школьный возраст в рамках 7-17 лет.
В 1893 году эти сроки школьного возраста были пересмотрены благодаря деятельности известного русского педагога и деятеля народного просвещения Василия Профирьевича Вахтерова. основной его идеей было то, что школьный возраст должен соответствовать минимальному сроку обучения. Как он сам писал в своём труде:

Так как наша народная школа имеет трёхлетний курс (церковно-приходской даже двух летний), то, при предлагаемой нами реформе, до тех пор, пока не будут расширены курс и программа народной школы, может идти речь только о том, чтобы обязать девочку живущую в городе, и каждого мальчика, где бы он ни жил, по достижении известного возраста, учиться в школе в течение трёх лет. И обычаем и нашим законодательством возраст для поступления в школу определён 8-летний, хотя встречаются губернии, где он повышен до 9 лет (в Московской). Поступая в школу 8-ми лет, ученик при обязательности обучения пробудет там до 11 лет.— В. П. Вахтеров. «Всеобщее начальное обучение». М., 1897. С. 19-20
Таким образом, он обосновал необходимость изменения школьного возраста в пределах 8-11 или 9-12 лет. Немного позднее известным педагогом Ф. Ф. Ольденбургом был введён такой термин, как «нормальный школьный возраст». Это понятие обобщало в себе число возрастных групп и число лет нормальной продолжительности обучения в школе, которые должны соответствовать друг другу.
Процент детей школьного возраста (8-11 лет) в России по переписям населения.
1897 — мужского населения — 9,3 %; женского населения — 8,7 %
1920 — мужского населения — 12,9 % ; женского населения — 10,5 %
1926 — мужского населения — 8,0 %: женского населения — 7,2 %

## Возрастные рамки школьного возраста
Школьный возраст определяется в возрастных рамках от 6-7 до 16-17 лет. Делится на младший школьный возраст и старший школьный возраст.
Первым периодом считается младший школьный возраст (от 6-7 до 9-10 лет) когда ребёнок обучается в начальных классах. В этот период происходит усвоение опыта, и формируется возможность произвольной регуляции психических процессов и внутренний план действий.
Старший школьный возраст, так же именуется как пубертатный период или период полового созревания. Начинается в среднем с 12 лет, у мальчиков с 13 до 17-18 лет, у девочек с 12 до 16 лет

## Психологическое развитие в школьном возрасте
Школьный возраст — период исчезновения у подавляющего большинства людей детских страхов. После поступления в школу у многих детей сначала заметно увеличивается количество детских (возрастных) страхов. Исследование, проведенное в белорусском Витебске показало, что у первоклассников, в отличие от старших дошкольников присутствуют два новых страха — опоздать и заболеть. Всего же у обследованных 40 первоклассников Витебска было выявлено 30 видов детских страхов, среди которых преобладали страхи смерти, смерти родителей, пожара, нападения бандитов, сделать что-нибудь плохо, стихийных бедствий, огня, опоздать и другие. Среднее количество страхов у обследованного первоклассника оказалось выше, чем у старшего дошкольника. У 8-9-летних детей (2-й — 3-й классы школы Нижнего Новгорода преобладали три вида страха: смерти (82 % опрошенных), войны (82 % опрошенных), нападения (81 % опрошенных). В подростковом возрасте природные (темноты, смерти и другие) детские страхи как правило исчезают и у подростков в основном социальные страхи. А. И. Захаров отмечал, что у подростков пик социальных страхов пришелся на возраст 15 лет. Известно 5 видов социальных страхов: «быть не собой», провала, осуждения и наказания, физических уродств, одиночества, бесперспективности и невозможности самореализации. Для устранения детских страхов применяют различные методы психологической коррекции: арт-терапия, сказкотерапия и другие.

## Особенности развития младших школьников
В учебной деятельности младшие школьники (дети младшего школьного возраста) сталкиваются с большим количеством трудностей, ввиду особенностей возраста и необходимости адаптации к новой среде, в которую они попали, а также ввиду личных особенностей отдельного ребёнка.
У младшего школьника в качестве ведущей деятельности формируется учебная деятельность, в которой происходит усвоение человеческого опыта, представленного в форме научных знаний. Основной признак младшего школьного возраста — переход к систематическому школьному обучению. В этом возрасте ребёнок уже в какой-то степени осознаёт, что когда вырастет, станет полноценным членом общества, будет его частью, со своими функциями, со своей профессией. Это осознание — часть мотивации ребёнка в учёбе. Учёба нужна для того, чтобы иметь достаточно знаний и умений для жизни в обществе. Для того, чтобы эффективно обучать младших школьников необходимым в жизни навыкам, стоит понимать, с какими трудностями сталкивается ребёнок в процессе учения.
Главные трудности и пути решения
1. У младших школьников активно укрепляются связки и крупные мышцы, в то время как мелкие мышцы, такие как мышцы пястья и запястья, крепнут не столь активно. По этой причине дети с трудом справляются с письменными заданиями и с творчеством, требующим мелкой моторики, ведь их движения не аккуратны, а размашисты. Решение: можно чередовать деятельность детей, требующую мелкой моторики, с иными видами деятельности, а также можно устраивать разминки, препятствующие усталости.
2. Часто возникают трудности, связанные с режимом дня и сосредоточенностью на уроках: нужно приходить на занятия к определенному времени, спокойно вести себя на уроках, выполнять домашние работы. Решение: для того, чтобы не возникало проблем, взрослые, окружающие ребёнка, должны чётко объяснять все задачи, которые стоят перед учеником, а также должны контролировать процесс, как учебный, так и режимный. Желательно, чтобы и учителя и родители смотрели за психологическим состоянием ребёнка: не слишком ли он вымотан, по силам ли ему школьные задания, и тому подобное.
3. Нередко происходят трудности с социализацией ребёнка в классе: все семьи разные, все по-разному воспитывают детей, также у детей может быть разный темперамент и не схожие интересы. Решение: чтобы эти аспекты не мешали детям входить в коллектив, необходимо, чтобы учителя создавали в классе благоприятный для детей микроклимат. Нужно, чтобы дети поняли, что школа и класс — это место, где всех объединяет как минимум одна вещь: все дети пришли сюда учиться, а узнавать новое можно не только от преподавателей, но и от сверстников, ведь у каждого свои интересы и особенности. Все люди разные, поэтому нужно быть терпимыми и интересующимися, ребёнку можно это аккуратно и со временем объяснять.[11] К тому же решением проблемы социализации может быть проведение взрослым совместных игр, прогулок или иных мероприятий вне рамок учебной деятельности. Это может поспособствовать сближению детей и раскрепощению менее общительных, а также это поможет детям узнать друг друга с ранее незнакомых сторон, которые невозможно было заметить в рамках учебной деятельности.
4. Ещё одна проблема связана с мотивацией к учёбе. Сначала школьники имеют сильную мотивацию, благодаря ощущению новизны, но со временем дети могут потерять интерес из-за трудности заданий, или же из-за того, что до третьего класса от ребёнка чаще всего требуют лишь запоминания теоретических знаний и не требуют никакого анализа и поиска правильных решений. Решение: для того, чтобы не допустить снижения интереса к учебной деятельности, преподаватель должен учить детей мыслить и давать им возможность размышлять и творить, ставя перед ними посильные учебные задачи, в то же время подразумевающие работу логики, воображения. Дети должны иметь возможность применять свои умения в разных областях, учиться мыслить шире. Тогда учиться будет интересно и мотивация не пропадёт[12].